# Geero

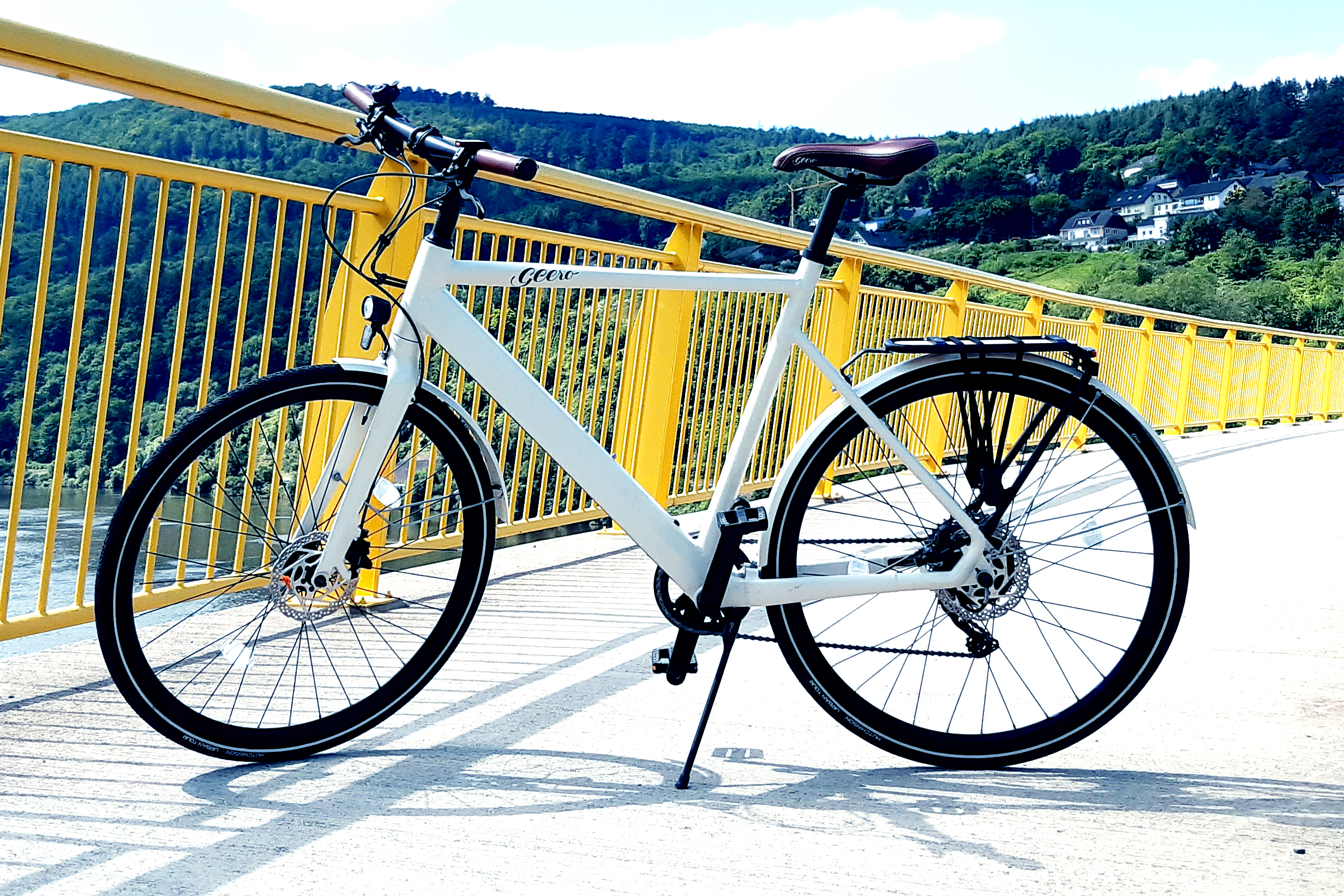
Ein Geero 2 Touring-Classic 'Cream' + aus dem Jahr 2021

Geero (gesprochen wie italienisch „Giro“) ist ein Fahrradhersteller aus Österreich. Das Unternehmen wurde 2016 von den Brüdern Michael und Tomy Rath gegründet und bietet ausschließlich E-Bikes im Direktvertrieb an.

## Produkte
Die E-Bikes heben sich durch ihr geringes Gewicht von den Produkten der Konkurrenz ab und wirken auf den ersten Blick wie ein herkömmliches Fahrrad ohne Elektroantrieb. Das Aussehen selbst wird mit dem Slogan „State of the art vintage look“ beworben.
Geero lässt die Rahmen in Taiwan fertigen; lackiert und montiert werden sie in Österreich, wo auch die Entwicklung stattfindet.
2016 kam das Geero 1 mit Diamantrahmen auf den Markt. Einem etwaigen Leistungsverlust durch Wärme versuchte man durch eine Trennung von Motor und elektrischem System entgegenzutreten. Anschließend kam ein Modell mit tiefem Durchstieg ins Programm und unterschiedliche Aufbauten rundeten das Angebot ab.
Im Juni 2020 wurde das Nachfolgemodell Geero 2 vorgestellt. Einige in Produkttests bemängelte Schwächen wurden behoben: Der Akku war nun entnehmbar und es gab ein neues Bedienteil und Scheibenbremsen. Seit 2021 wird auch eine fest installierte Lichtanlage mit ausgeliefert. Der Gepäckträger passt zum Racktime-System. 2021 konnte man zwischen den Ausstattungsvarianten „Original“ (9 Gänge und Felgenbremse), „City“ (unter anderem 9 Gänge, Scheibenbremse, Gepäckträger und Lichtanlage) und „Touring“ (unter anderem 11 Gänge, Scheibenbremse, Gepäckträger und Lichtanlage) wählen. Angeboten werden die Rahmengrößen 52, 54 und 60.

## Reichweite und technische Besonderheiten
Der Hinterradnabenmotor von BOS (Bikee Open Speed) hat eine Dauerleistung von 250 Watt, 40 Nm maximales Drehmoment und eine kurzzeitige Spitzenleistung von 600 Watt beim Beschleunigen. Der Akku arbeitet mit einer Spannung von 44,4 V und hat einen maximalen Energieinhalt von 444 Wh. Der Hersteller gibt eine Reichweite von 85 km an, bei geringer Nutzung bis zu 125 km. Schaltbar ist der Antrieb in fünf Stufen (9 km/h, 14 km/h, 19 km/h, 22 km/h, 25 km/h). Zudem gibt es eine Schiebefunktion.

## Test
Im November 2020 vergab der ADAC nach einem E-Bike Vergleichstest mit 9 Herstellern dem Modell Geero 1 die Note 4,2 und damit den hinteren Platz. Mit dem Erscheinen des Geero 2 wurden die meisten Kritikpunkte aus der Welt geräumt. Insbesondere sind Scheibenbremsen erhältlich und der Akku ist entnehmbar. Ein Geero 2 wurde mittlerweile auch getestet und erhielt bessere Bewertungen.